# Kikole
Kikole è una circoscrizione rurale (rural ward) della Tanzania situata nel distretto di Kilwa, regione di Lindi. Conta una popolazione di 4 294 abitanti (censimento 2012).